# Tour de Flandes 2000
El Tour de Flandes 2000, la 84.ª edición de esta clásica ciclista belga. Se disputó el 2 de abril de 2000. El belga Andrei Tchmil consiguió romper en el último momento una carrera que estaba a punto de acabar en un esprint masivo.

## Clasificación General
| Posición | Ciclista          | Equipo                  | Tiempo    |
| -------- | ----------------- | ----------------------- | --------- |
| 1        | Andrei Tchmil     | Lotto-Adecco            | 6h 48'17" |
| 2        | Dario Pieri       | Saeco                   | + 4"      |
| 3        | Romāns Vainšteins | Vini Caldirola-Sidermec | m. t.     |
| 4        | Erik Zabel        | Team Telekom            | m. t.     |
| 5        | Tristan Hoffman   | Memorycard-Jack&Jones   | m. t.     |
| 6        | Fabio Sacchi      | Team Polti              | m. t.     |
| 7        | Léon van Bon      | Rabobank                | m. t.     |
| 8        | Peter Van Petegem | Farm Frites             | m. t.     |
| 9        | Zbigniew Spruch   | Lampre-Daikin           | m. t.     |
| 10       | Markus Zberg      | Rabobank                | m. t.     |